# Paracerceis sculpta
Paracerceis sculpta is een pissebed uit de familie Sphaeromatidae. De wetenschappelijke naam van de soort is voor het eerst geldig gepubliceerd in 1904 door Samuel Jackson Holmes.